# Lũy Thầy

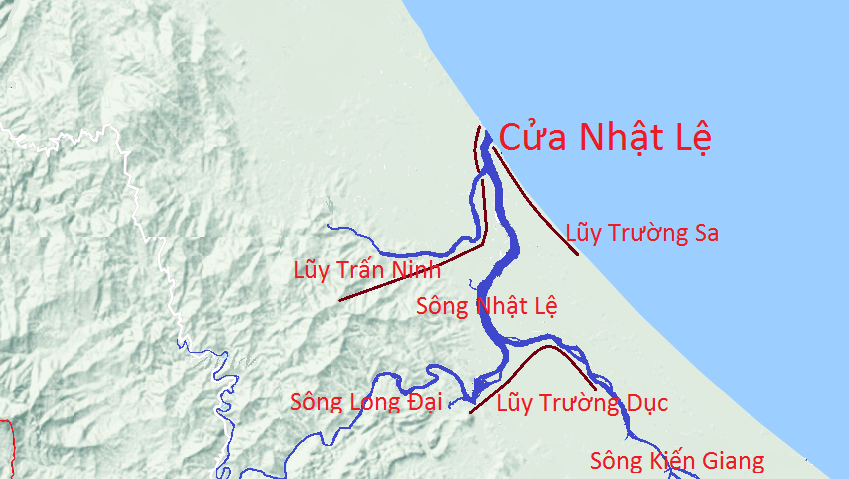
Hệ thống lũy Thầy

Lũy Thầy (còn có tên khác là lũy Đào Duy Từ) là một công trình lũy quân sự ở bờ nam sông Nhật Lệ được Đào Duy Từ chỉ huy xây dựng bắt đầu từ năm 1630 theo lệnh chúa Nguyễn Phúc Nguyên nhằm mục đích bảo vệ Đàng Trong trước các cuộc tấn công của chúa Trịnh Đàng Ngoài.
Khu vực xây Lũy Thầy ngày nay thuộc Đồng Hới, Quảng Bình.

## Lịch sử
Năm 1625, ông Đào Duy Từ vào xứ Thuận Quảng Đàng Trong. Năm 1627 Đào Duy Từ được Trần Đức Hòa tiến cử với chúa Nguyễn Phúc Nguyên và được trọng dụng. Chúa Nguyễn Phúc Nguyên gọi ông Đào Duy Từ là thầy để tỏ lòng kính trọng.
Năm 1630, sau cuộc xung đột đầu tiên với quân chúa Trịnh Đàng Ngoài, nhu cầu phòng thủ trở nên cấp thiết, Đào Duy Từ chủ xướng việc thiết kế và chỉ đạo xây dựng các luỹ gồm: lũy Trường Dục, lũy Nhật Lệ, lũy Trường Sa (nay thuộc thành phố Đồng Hới và huyện Quảng Ninh).
Trong suốt cuộc nội chiến Trịnh - Nguyễn, luỹ Đào Duy Từ đã phải chống đỡ với rất nhiều cuộc tấn công từ Đàng Ngoài của quân Trịnh.
- Năm 1633, chúa Trịnh Tráng kéo quân đến cửa biển Nhật Lệ dàn trận đánh quân Nguyễn, bị quân chúa Phúc Nguyên đánh cho đại bại, quân Trịnh hoảng loạn vứt bỏ xe pháo mà bỏ chạy.
- Năm 1648, chúa Trịnh Tráng sai Lê Văn Hiểu đem quân tấn công, quân Nguyễn do cha con Trương Phúc Phấn chỉ huy cố thủ tại luỹ Trường Dục. Thế tử Phúc Tần và Nguyễn Hữu Tiến mang quân ra Quảng Bình cứu viện và đã đánh tan quân Trịnh. Quân Trịnh thiệt hại nghiêm trọng: 3 tướng lĩnh cao cấp và 3000 lính bị bắt làm tù binh.
- Năm 1672, chúa Trịnh Tạc đã cho dồn toàn lực đánh vào Đàng Trong sau khi đã diệt được họ Mạc ở Cao Bằng (1667). Trịnh Căn lĩnh thủy binh, Lê Thì Hiến lĩnh bộ binh. Quân Trịnh với lực lượng hùng hậu đã tiến đánh vào luỹ Nhật Lệ do Nguyễn Hữu Hiệp làm chủ tướng, cùng Hữu Dật và Nguyễn Mỹ Đức ra chống cự, tự chúa Phúc Tần ra tiếp ứng. Đây là lần giao tranh ác liệt nhất trong lịch sử cuộc nội chiến, quân Trịnh hăng hái đánh lũy mấy lần suýt hạ được nhưng Hữu Dật cố sức chống đỡ. Quân Trịnh đánh mãi không thắng phải rút về Bắc Bố Chính.

Vua Thiệu Trị của nhà Nguyễn đi qua hệ thống Lũy Thầy hùng vĩ này vì khâm phục trước công lao tổ tiên đã giữ vững cõi Nam mà đã ban cho lũy này tên mới là "Định Bắc trường thành".

## Xây dựng
Lũy Thầy là một hệ thống gồm 3 tòa lũy, trong đó hai lũy Nhật Lệ và Trường Dục được xây trong giai đoạn 1630-1631 dưới sự chỉ huy của Đào Duy Từ, còn một lũy kia do học trò của ông là tướng Nguyễn Hữu Dật thực hiện (1634, 1661).

#### Lũy Trường Dục
Được khởi xây từ núi Thần Đinh (chùa Non) men dọc theo bờ sông Long Đại, qua các làng Trường Dục, Xuân Dục, Cổ Hiền, chạy vòng xuống đến làng Bình Thôn, Quảng Xá rồi đến vùng động cát đầu phá Hạc Hải. Lũy được đắp bằng đất sét chân lũy rộng 6m, dài 10 km, cao 3m.
Lũy được xây dựng theo kiểu kiến trúc chữ Hồi 囘 (nên còn được gọi là Lũy Hồi Văn), khung thành bao bọc với bên ngoài, trong là doanh trại, công sự chiến đấu, kho lương bố trí theo lối chữ dĩ 已 liên hoàn chặt chẽ với lũy ngoài.
Lũy Trường Dục nay thuộc huyện Quảng Ninh, tỉnh Quảng Bình.

#### Lũy Động Hải (lũy Trấn Ninh)

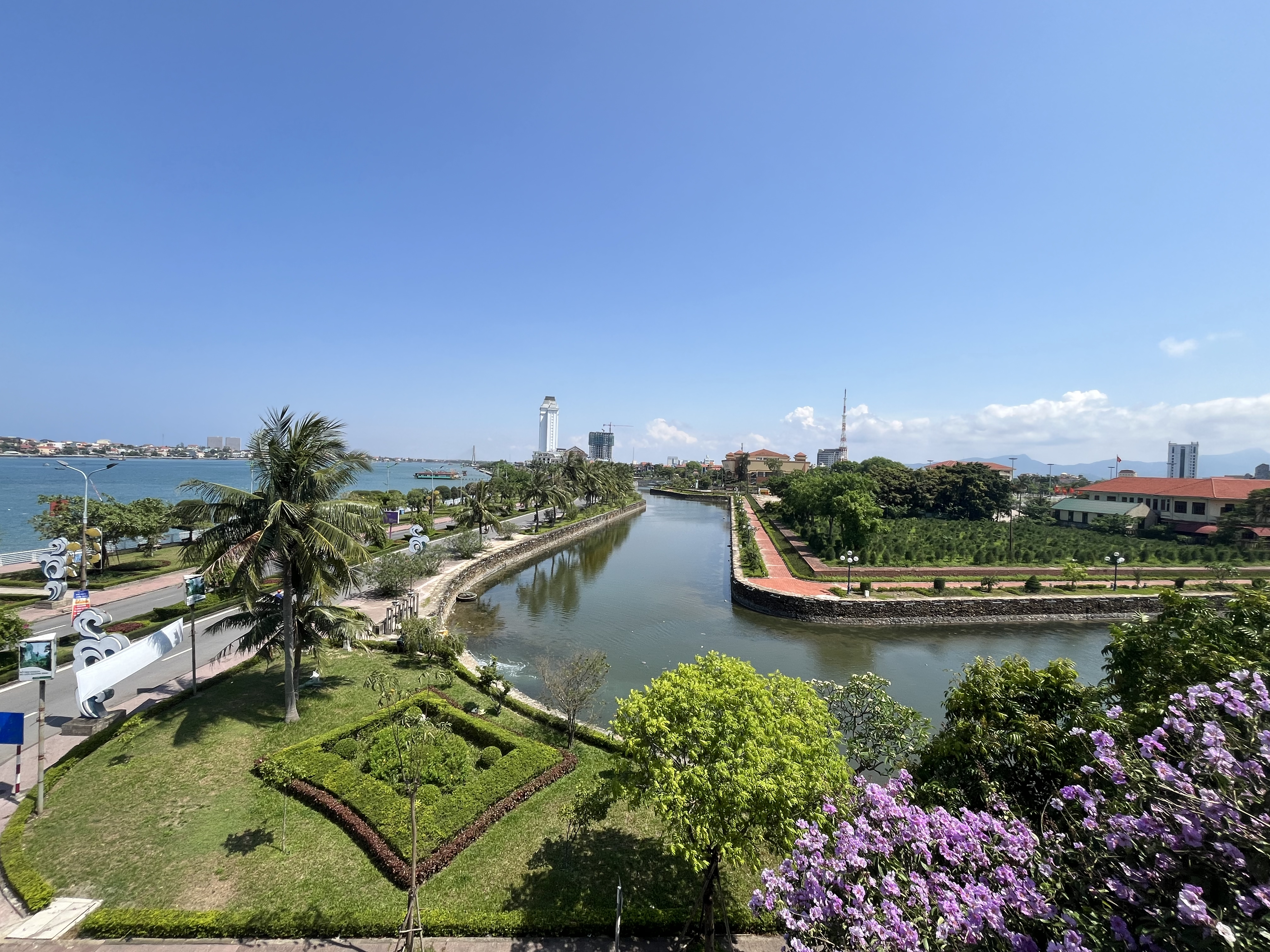
Đồn binh Động Hải nằm cạnh lũy Động Hải sau này được Minh Mạng nâng cấp thành thành Đồng Hới, ảnh chụp năm 2024.

Đến năm 1631, chúa Nguyễn tiếp tục cho xây lũy Động Hải (hay còn gọi là lũy Trấn Ninh) sau khi đắp xong lũy Trường Dục, cách lũy Trường Dục 20 km về phía Bắc. Lũy cao tầm 6m, dài hơn 12 km, phía ngoài được đóng cọc bằng gỗ lim, phía trong đóng cọc tre, đổ đất lên 5 tầng cấp, voi ngựa có thể đi được. Cứ cách 12 đến 20 mét lại xây một pháo đài đặt súng thần công, cách một trượng (4 mét) lại đặt một súng phóng đá.
Lũy Động Hải được chia làm hai đoạn: 
- Đoạn thứ nhất chạy từ núi Đầu Mâu, dọc theo nam sông Lệ Kỳ ra đến cầu Dài ở phía nam Đồng Hới. Đoạn này còn gọi là lũy Đầu Mâu.
- Đoạn thứ hai tiếp nối với lũy Đầu Mâu, chạy từ cầu Dài, vòng sang phía Tây thành Đồng Hới, bọc lấy làng Đồng Phú, qua Hải Thành ra đến cửa sông Nhật Lệ. Đoạn này còn được gọi là lũy Nhật Lệ.

Lũy Động Hải nay thuộc địa phận huyện Quảng Ninh; các phường Phú Hải, phường Đồng Phú, phường Hải Thành (thành phố Đồng Hới).

#### Lũy Trường Sa (lũy Đồng Hới)
Năm 1634, Chúa Nguyễn lại sai tướng Nguyễn Hữu Dật tổ chức đắp lũy Trường Sa (hay còn gọi là Lũy Đồng Hới), dài 7 cây số chạy dọc ven biển, từ Sa Động (xã Hải Ninh (huyện Quảng Ninh)) đến Huân Cát (Bảo Ninh ở hữu ngạn sông Nhật Lệ ngày nay).

## Hiện trạng

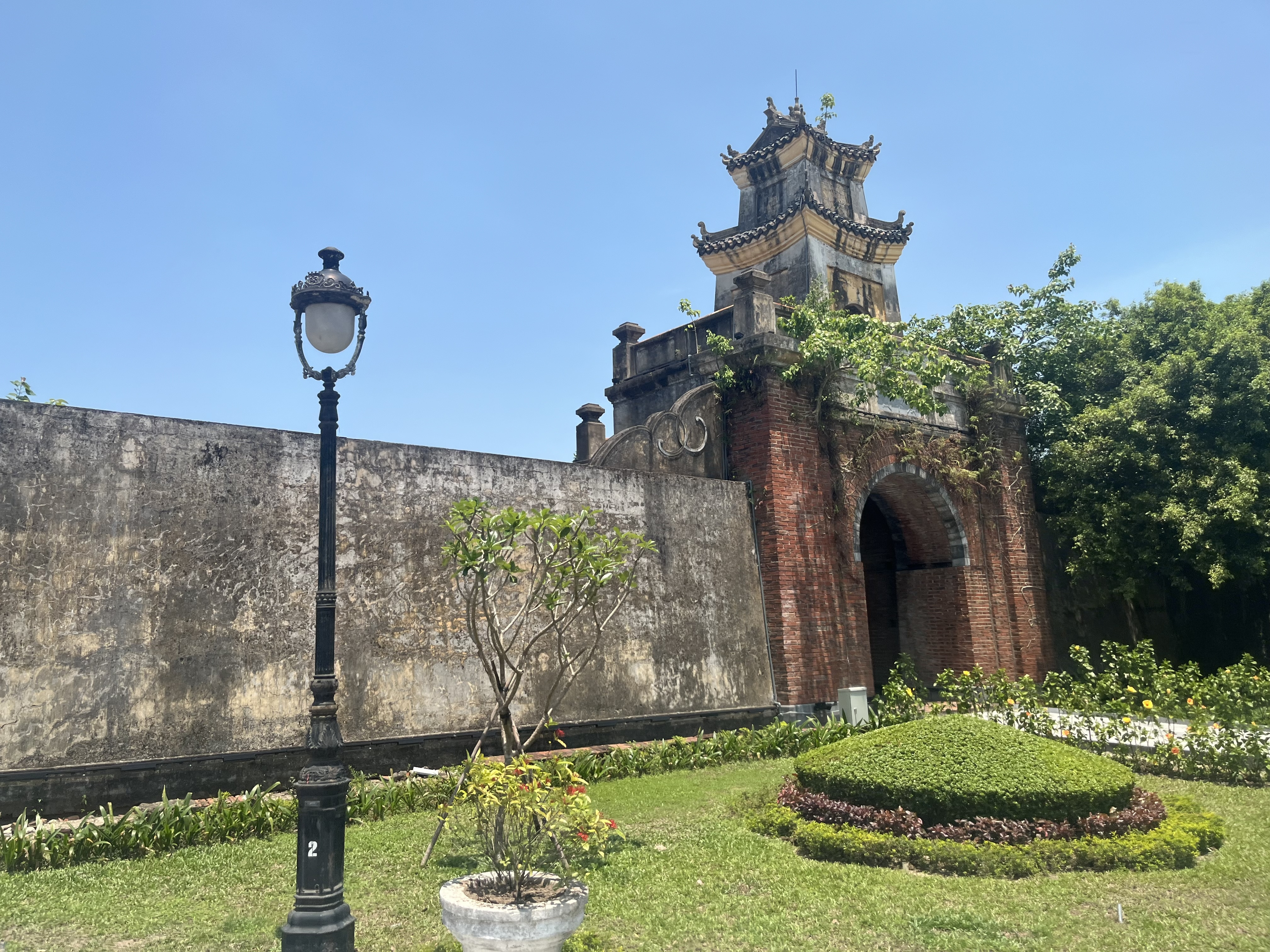
Di tích Quảng Bình quan được trùng tu sau chiến tranh Việt Nam, ảnh chụp năm 2024.

Lũy đã được xây dựng từ Đầu Mâu đến cửa Nhật Lệ, dài 12 km. Đến nay lũy chỉ còn di tích của 3 cửa:
- Cửa Tấn Nhật Lệ
- Cửa Lý chính Đại quan môn, sau đổi là Võ Thắng Quan, còn gọi là cổng Thượng.
- Cửa vào dinh Quảng Bình còn gọi là Quảng Bình quan.

Nay có thể nhìn thấy lũy Thầy từ đường Quách Xuân Kỳ và phía Tây phường Phú Hải, đoạn đê này giờ có tên đường là Trương Định, thành phố Đồng Hới.

## Ý nghĩa
Lũy Thầy đã đóng vai trò cực kỳ quan trọng trong việc bảo vệ chúa Nguyễn giữ vững cơ đồ và sự nghiệp Đàng Trong trong suốt gần 50 năm giao tranh ác liệt với chúa Trịnh từ năm 1627-1672. Lũy Thầy vô tình góp phần định hình bản sắc Đàng Trong vì ngăn dân Đàng Ngoài tràn vào, theo Hồ Trung Tú trong "Có 500 năm như thế".
Người dân Đàng Trong gọi hệ thống thành lũy phía Nam sông Nhật Lệ là Lũy Thầy để tỏ lòng tôn kính Đào Duy Từ như bậc thầy của chúa, của vua.